# Fontana del Porcellino
La Fontana del Porcellino ou plus simplement Il Porcellino (« porcelet » par dérision puisqu'il s'agit d'un sanglier sauvage adulte) est le surnom local que les Florentins donnent à la fontaine représentant un sanglier, réalisée en bronze par le maître baroque Pietro Tacca vers 1633 d'après une copie italienne de marbre d'un exemplaire hellénistique. Ce dernier, qui fut trouvé à Rome et transporté à Florence au milieu du XVIe siècle par les Médicis, fut associé au sanglier de Calydon. Après avoir fait partie des collections grand-ducales à l'époque de la commande du bronze, l'original de marbre est maintenant exposé dans la section classique du musée des Offices.

## Histoire
La statue du sanglier découle d'une copie romaine d'un marbre hellénistique que le pape Pie IV donna à Cosme Ier en 1560 lors de la visite de ce dernier à Rome. Cosme II de Médicis commanda une copie de bronze de l'original de marbre qui se trouve de nos jours à la Galerie des Offices à Pietro Tacca en 1612 pour en décorer le jardin de Boboli du palais Pitti. Le modèle de cire remonte à 1620 environ, tandis que la fusion n'eut lieu qu'autour de 1633 par suite de l'urgence supérieure d'autres commandes grand-ducales comme celles des Quatre Maures (it) de Livourne ou des deux fontaines de la Piazza della Santissima Annunziata.
Quelques années après la fusion, Ferdinand II de Médicis décida de transformer l'œuvre en fontaine, laquelle se trouva sous la loggia del Mercato Nuovo dès 1640 au moins. La fontaine avait une fonction surtout pratique, car elle approvisionnait en eau les marchands qui commerçaient sous la loge et qui étaient alors spécialisés dans l'achat et la vente d'étoffes précieuses comme celles de soie, de brocart et de laine. C'est aussi à cette époque que remonte le diminutif de « porcellino ». Tacca créa aussi la vasque de bronze originale (aujourd'hui en dépôt) pour la réception du filet d'eau. La fontaine fut d'abord placée via Calimala, face à l'est, devant une pharmacie qui, par association, finit par être connue sous le nom de Farmacia del Cinghiale (pharmacie du Sanglier), ouverte dans la première moitié du XVIIIe siècle et lieu de réunion d'intellectuels. Au XIXe siècle, pour faciliter la circulation, la fontaine fut déplacée à son emplacement actuel, sur le flanc sud de la loggia (aussi appelée de nos jours loggia del Porcellino), devant l'ancienne bourse des marchandises. La fontaine actuelle est une copie moderne que la Fonderia Artistica Ferdinando Marinelli (it) fondit en 1988 et substitua à la fontaine originale en 1998, comme l'indique une gravure sur le bord droit. La statue et la base originales de Tacca se trouvent dans le nouveau musée Bardini depuis 2004.

## Art

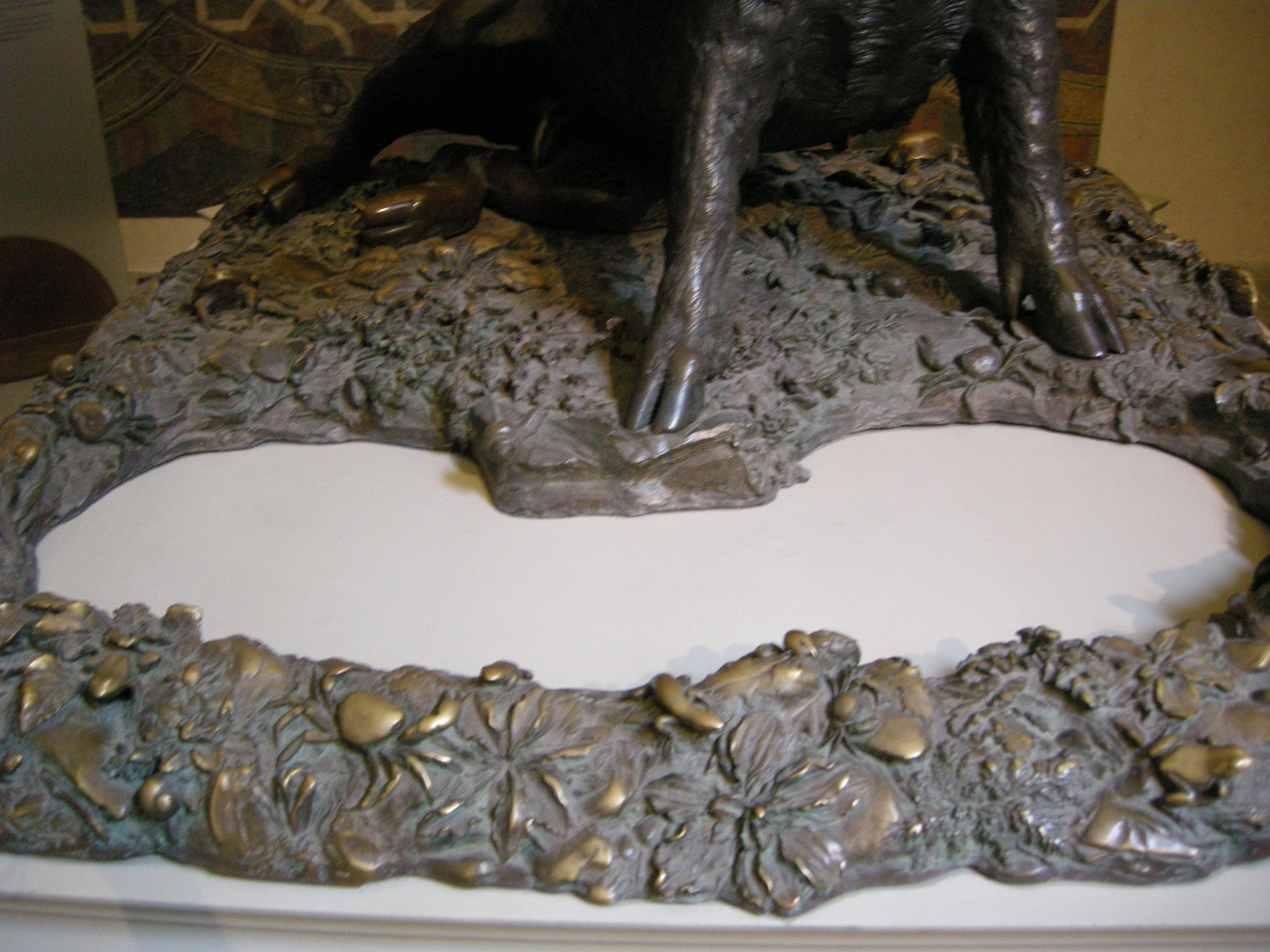
La base de la fontaine

Le bronze de Tacca a éclipsé le marbre romain qui servit de modèle. Bien qu'il s'agisse de la copie d'un marbre, le rendement de détails comme le poil de l'animal révèle le talent extraordinaire de bronzier de Tacca, qui fut le meilleur élève de Giambologna.
Sur le flanc de la loggia, la base qui reçoit la vasque de la fontaine et repose sur un socle octogonal, est enrichie d'une représentation, toujours en bronze, des marécages où vit le sanglier avec des plantes et des animaux tels que des amphibiens, des reptiles et des mollusques, tous d'un grand réalisme.

## Rite populaire

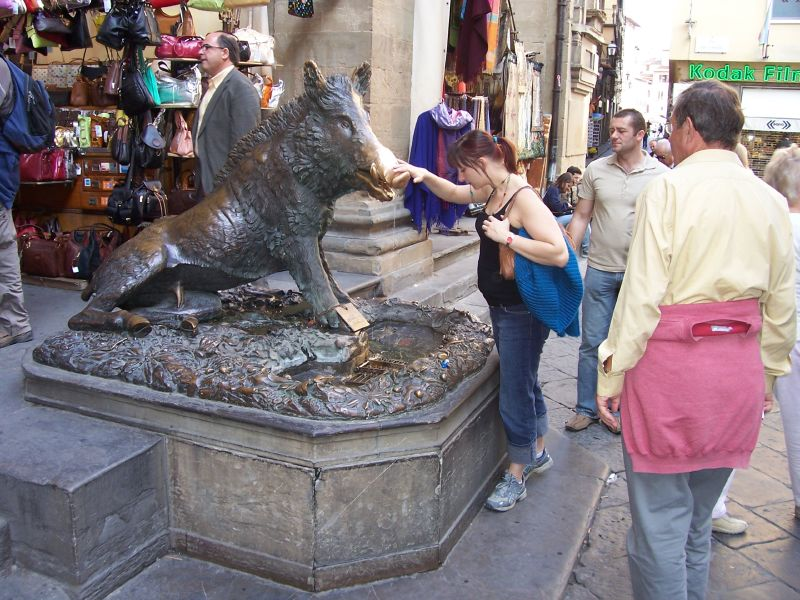

Les visiteurs mettent une pièce de monnaie dans la gueule du sanglier au Mercato Nuovo pour qu'elle leur porte chance, et pour assurer leur retour à Florence, en tombant et franchissant la grille de la vasque et frottent le groin du sanglier, tradition que le romancier voyageur Tobias Smollett consigna dès 1766 et qui explique le lustre du groin. Les pièces de monnaie ainsi recueillies sont entièrement versées à l'Opera della Divina Provvidenza Madonnina del Grappa (it).

## Culture populaire
La sculpture figure tant dans la littérature que dans la cinématographie.

### Littérature
Après un voyage à Florence, Hans Christian Andersen intitule l'une de ses fables, Le Sanglier de bronze, dans Le Bazar du poète, inspiré par la statue de bronze dont il disait :

« Dans la porta rossa, en face de la colonnade, se trouve un magnifique sanglier de bronze, l’eau lui sort de la bouche et c’est comique de voir les gens qui semblent embrasser le sanglier quand ils veulent boire. Il a le groin et l’oreille tout polis à force d’être pris avec les mains. »

### Citations et hommages
La Fontana del Porcellino figure dans le film Hannibal de 2001, où l'inspecteur Rinaldo Pazzi (Giancarlo Giannini) se lave les mains.
Dans le film Harry Potter et la Chambre des secrets (2002), on voit brièvement la statue lorsque Harry Potter et Ron Weasley montent l'escalier de Poudlard après l'épisode du Saule cogneur, puis lors du retour en arrière où Albus Dumbledore s'adresse à Tom Jedusor.
Dans la seconde partie de Harry Potter et les Reliques de la Mort (2011), la statue figure dans la Salle sur Demande.

## Copies
Il existe de nombreuses copies de cette sculpture dans le monde :
AustralieAu Sydney Hospital (en), à Sydney. Il s'agit d'un don que la marquise Fiaschi Torrigiani de Florence fit en 1968 à la mémoire du médecin italien Piero Fiaschi, qui œuvra en Australie. On dit que lui frotter le groin comme celui du sanglier de Tacca porte chance. Les pièces de monnaie qui y sont recueillies reviennent à l'hôpital.
BelgiqueIl existe deux exemplaires de ce bronze connu dans l'art des jardins en Belgique, on peut citer celui qui se trouve dans le parc du château d'Enghien ancienne propriété des Empain (Enghien) puis celui du parc d'Annevoie près de Namur (Wallonie) appartenant d'abord aux Montpellier d'Annevoie puis récemment à M. et Madame Tom Loumaye. Notons qu'il existe également des petits exemplaires (11 cm) en albâtre provenant du "grand Tour" italien.
CanadaDans les Butchart Gardens, près de Victoria, en Colombie-Britannique et à la Faculté des Arts de l'Université de Waterloo, à Waterloo, en Ontario
DanemarkSur Brotorvet, à Holstebro
France
- Paris, musée du Louvre,
- Aix-en-Provence, place Richelme.
- Saône (Doubs), ancienne fontaine du sanglier par l'architecte Alphonse Delacroix (1833)
- Abbaye du Val des Choues (Côte d'or), copie en bronze offerte d'une collection privée.

AllemagneDevant le musée de la chasse et de la pêche de Munich
Grande-Bretagne
- À l'arboretum de Derby (en), en Angleterre
- Sur le domaine de Chatsworth House, dans le Derbyshire, en Angleterre
- Sur le terrain de l'école Leweston (en), dans le Dorset, en Angleterre[6]
- Au château Howard, dans le Yorkshire du Nord[7]

ItalieÀ Grosseto, en Toscane. En 1953, la commune de Florence fit don d'une copie à celle de Grosseto pour célébrer la réforme agraire réalisée dans la Maremme ; l'œuvre se trouve dans la frazione de Rispescia.
NorvègeÀ l'école Slemdal, à Oslo
EspagneDans le parc El Capricho, à Madrid
SuèdeDevant la Kungliga Konsthögskolan, à Stockholm
États-Unis
- Arkansas : Sur le campus de l'Université de l'Arkansas, à Fayetteville

- Colorado : Au Museum of Outdoor Arts (en), à Englewood

- Louisiane : À la R.W. Norton Art Gallery, à Shreveport

- Missouri : Sur la Country Club Plaza (en), au coin nord-ouest de la 47th Street et de Wornall Road, à Kansas City

- New York :
  - Au parc Sutton[8], à New York
  - Près de l'entrée du parc d'attractions The Great Escape & Splashwater Kingdom à Queensbury.

- Caroline du Sud : Sur la Poinsett Plaza à Greenville

- Texas
  - Au Plaza Skillman Shopping Center, à Dallas
  - Au zoo de Dallas
  - Dans le Rice Village (en), à Houston

- Vermont : Au Lyndon Center[9], à Lyndon

## Galerie

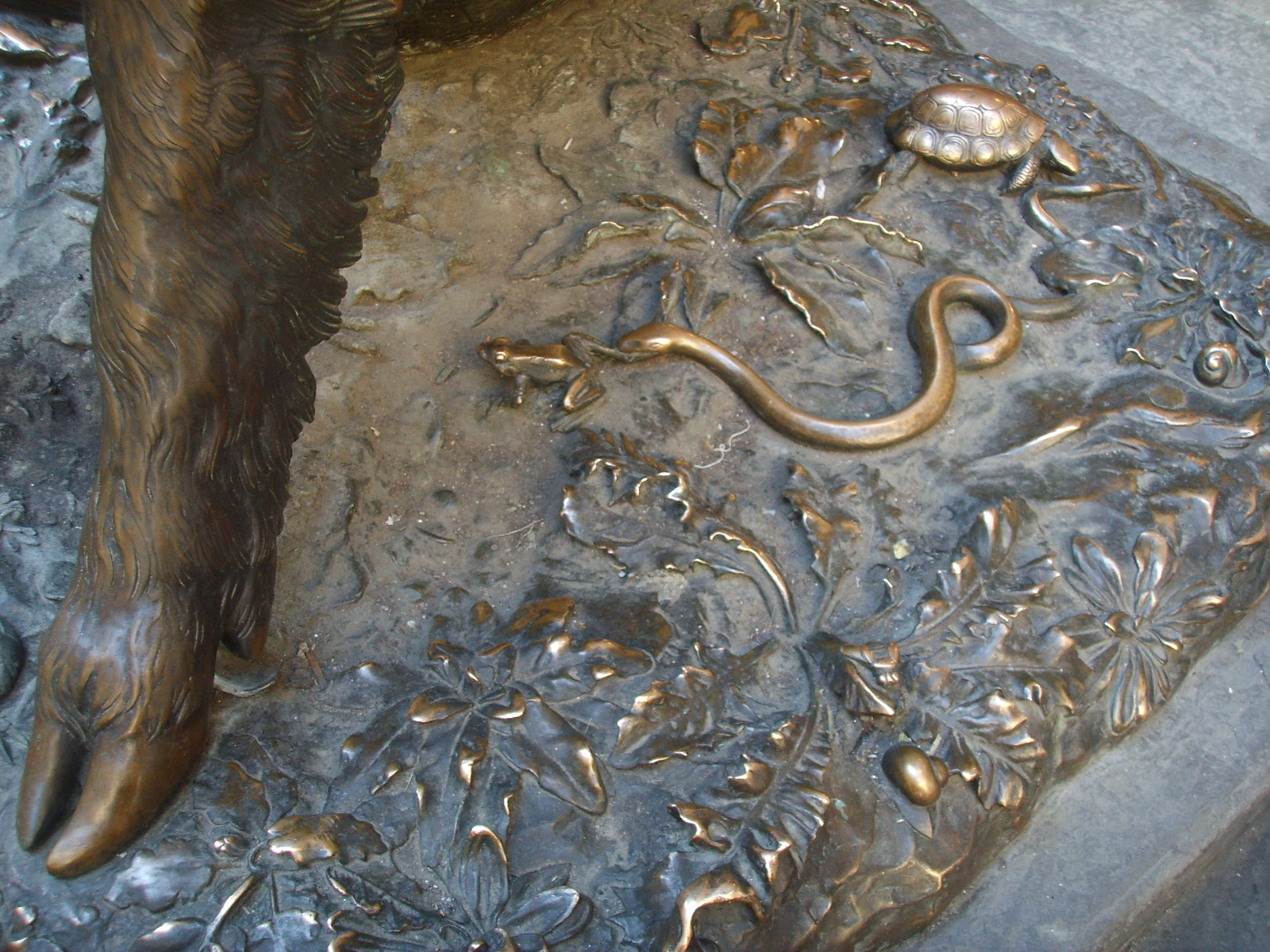
Détail de la base
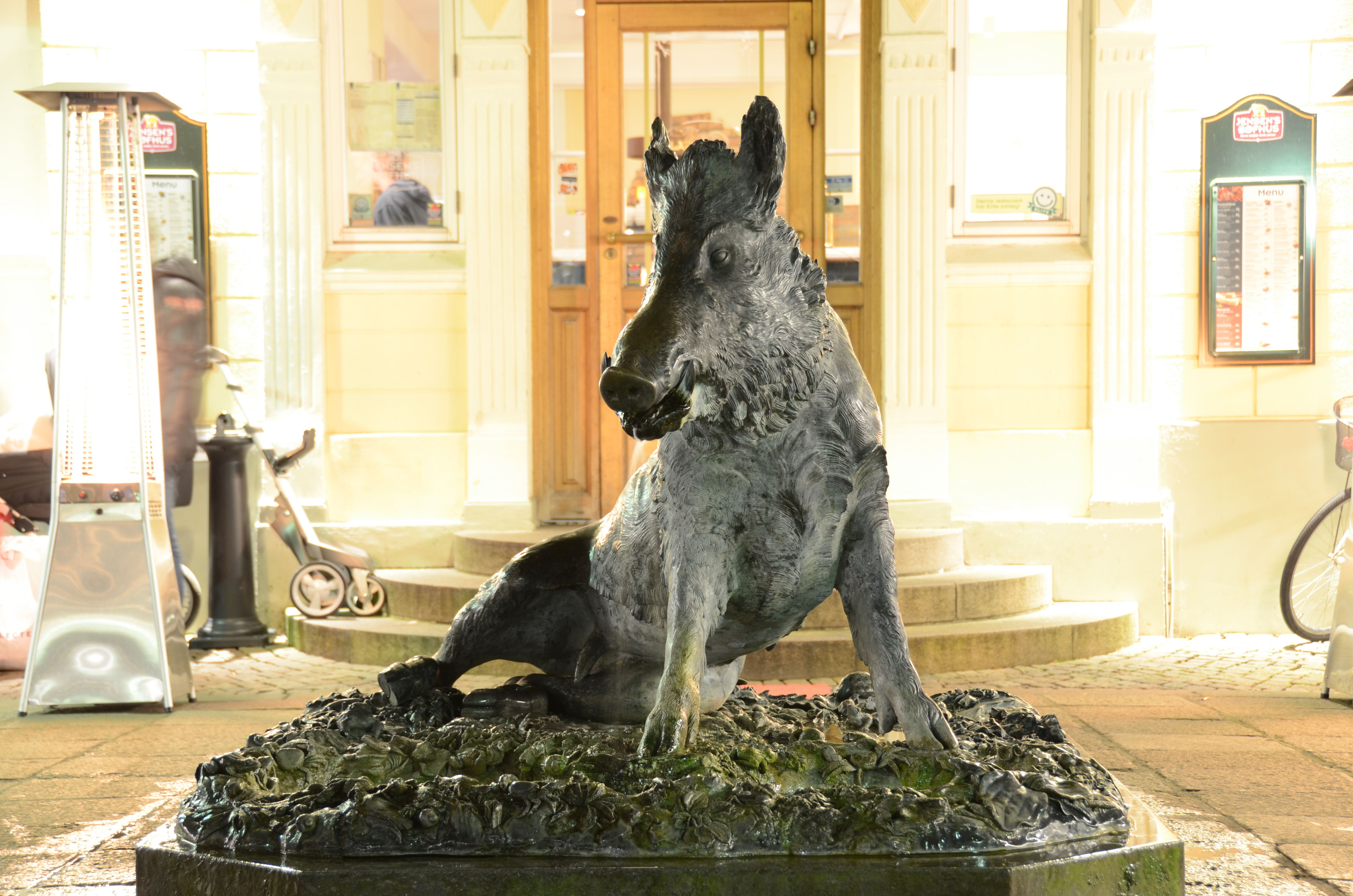
Le Porcellino sur Brotorvet à Holstebro, au Danemark
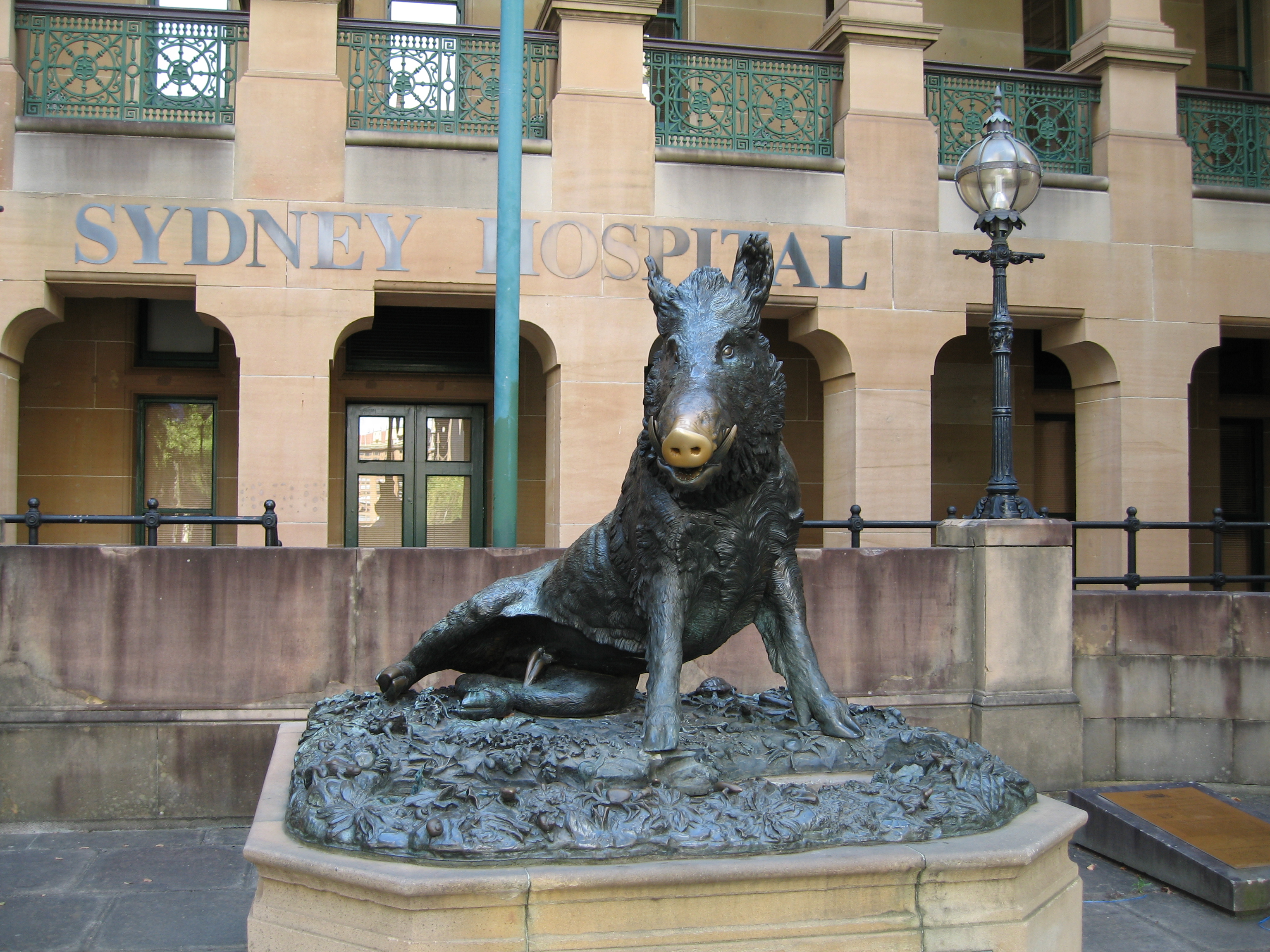
L'une des copies de 1962 à Sydney
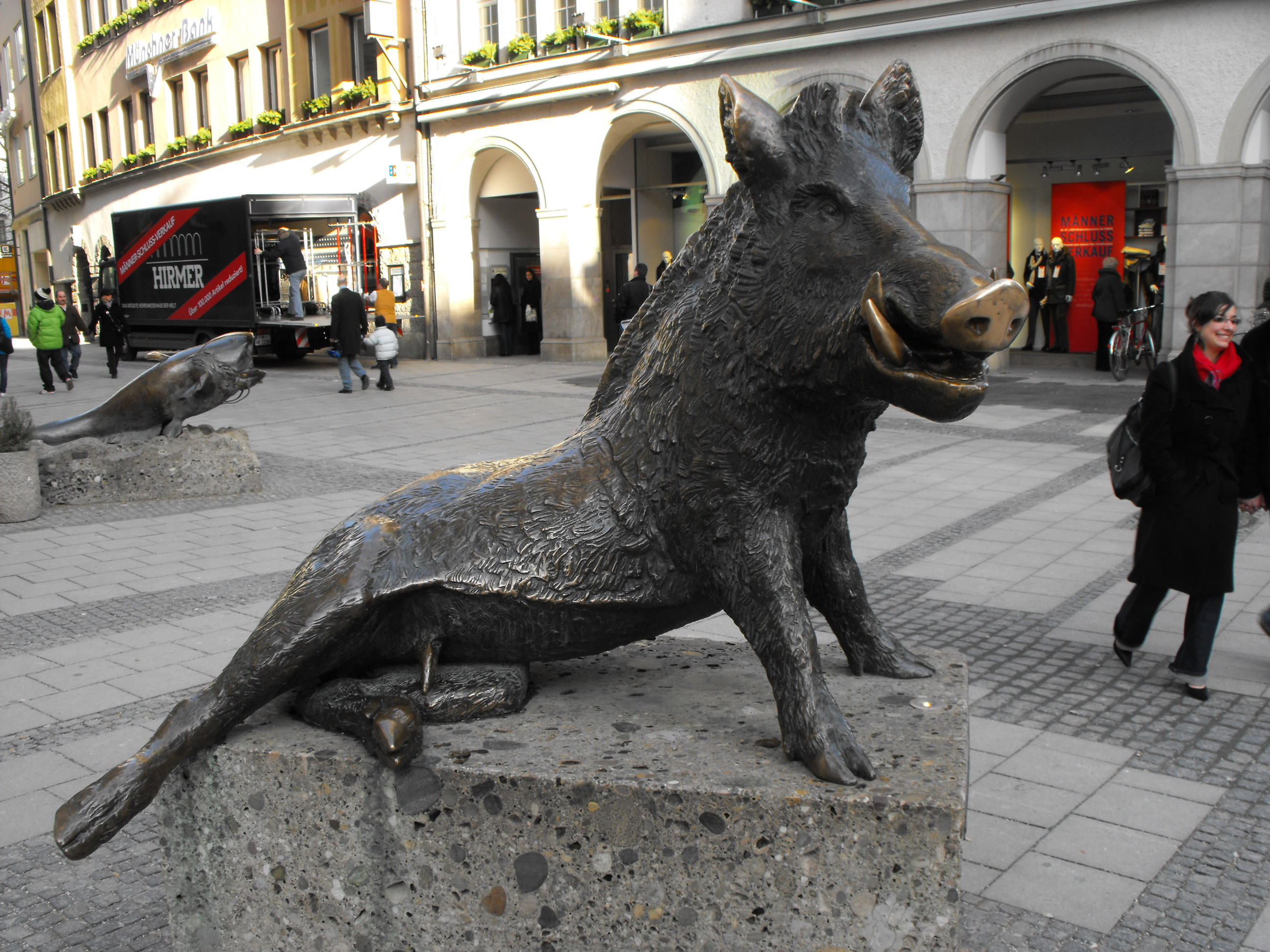
Autre version à Munich
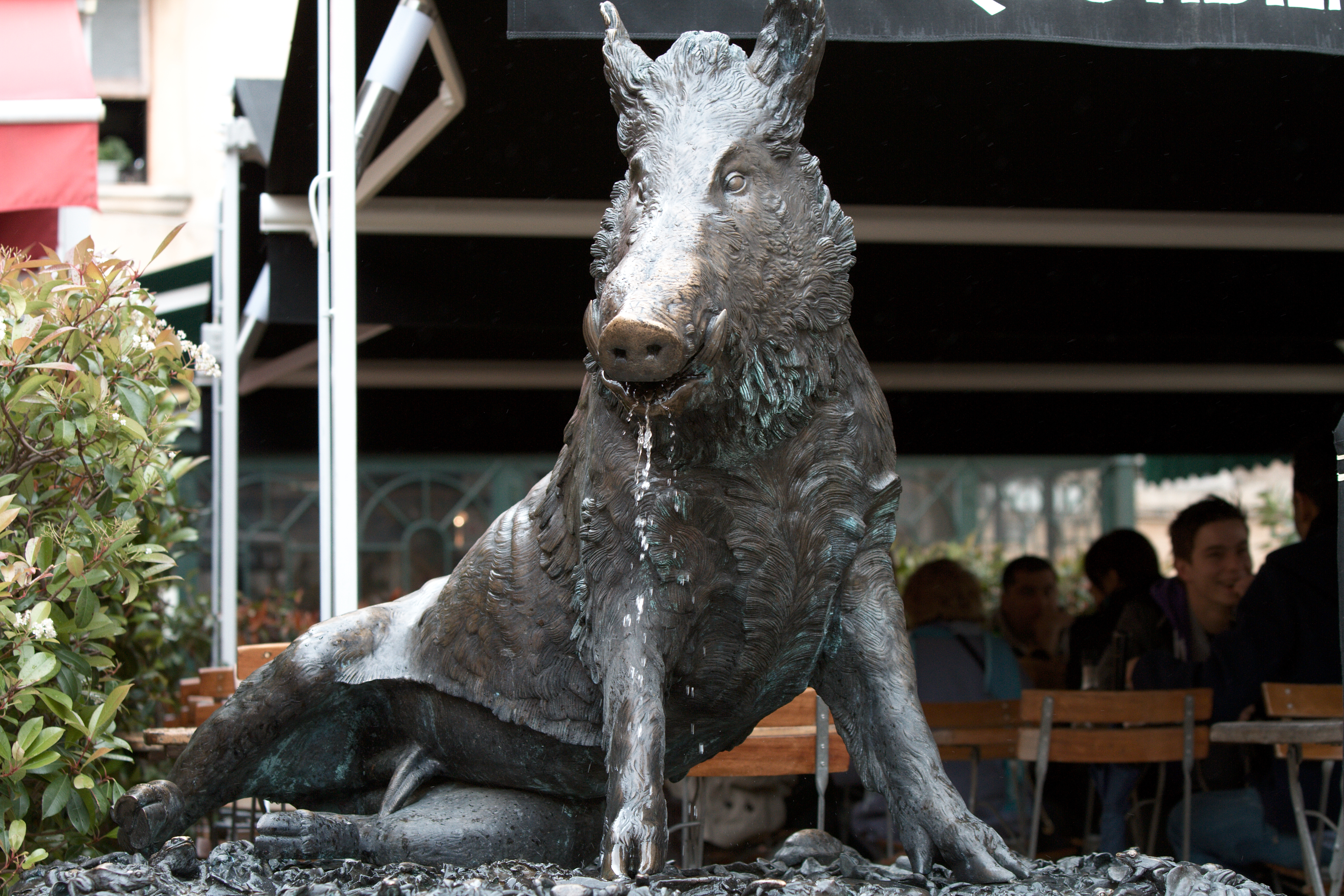
Fontaine d'Aix-en-Provence